# Světový den veganství
Světový den veganství se slaví každý rok 1. listopadu. Věnován je veganství, tedy způsobu života bez používání všech živočišných produktů - masa, mléčných produktů (sýrů, mléka, másla, jogurtů atd.), vajec, medu, kožešin a kůže.
Poprvé se slavil v roce 1994 ve Spojeném království. Založil ho Louise Wallis, tehdejší prezident britské veganské společnosti. Událost se konala v 50. výročí založení organizace.
Přesně o měsíc dříve, 1. října, se slaví světový den vegetariánství.